# Куваяма-Мару
Куваяма-Мару — транспортне судно, яке під час Другої світової війни брало участь у операціях японських збройних сил на Тихому океані. 
Судно спорудили як SS Baron Inchcape в 1916 році на британській верфі Russell & Co. Ltd. у Гріноку для компанії Hugh Hogarth & Sons Ltd. Того ж 1916-го воно перейшло до Nourse Line Ltd. Та отримало назву SS Megna. З 1935-го новим власником стала грецька Atlanticos S. S. Co. & Giorgilis Bros., яка переменувала судно на SS Mount Atlas. В 1940-му судно опинилось у японської Yamashita Kisen та отримало свою останню назву «Куваяма-Мару». 
В 1943-му судно реквізували для потреб Імперського флоту Японії.
Відомо, що 19 лютого 1943-го «Куваяма-Мару» вийшло з Сурабаї (головна база на сході острова Ява) в конвої G-1 (No.1 Ji-Yuso), що прямував на Амбон (південна частина Молуккського архіпелагу). За три години по опівдні 21 лютого у морі Флорес (за півсотні кілометрів від північно-східного завершення острова Сумбава) американський підводний човен USS Tresher випустив три торпеди по «Куваяма-Мару». Дві з них потрапили у ціль та важко пошкодили її, загинув 1 член екіпажу та 12 військовослужбовців, що перебували на борту. Ще 252 особи зняли з «Куваяма-Мару» інші транспорти конвою, зокрема «Тайто-Мару». 
Конвой продовжив свій рух, а полишене «Куваяма-Мару» продовжувало дрейфувати. Вранці 22 лютого 1943-го Tresher виявив полишений транспорт і протягом наступних годин випустив по ньому ще 4 торпеди. Одна з них не потрапила у ціль, дві наступні не здетонували і лише четверта добила «Куваяма-Мару», який розломився та затонув за три хвилини (це сталось за кілька десятків кілометрів на південь від місця першої атаки).